# Сан-Педро (вулкан, Чили)

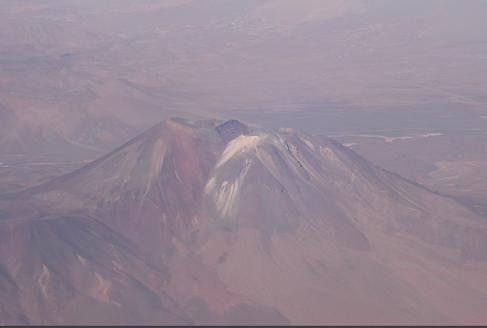
Вид вулкан Сан-Педро с воздуха

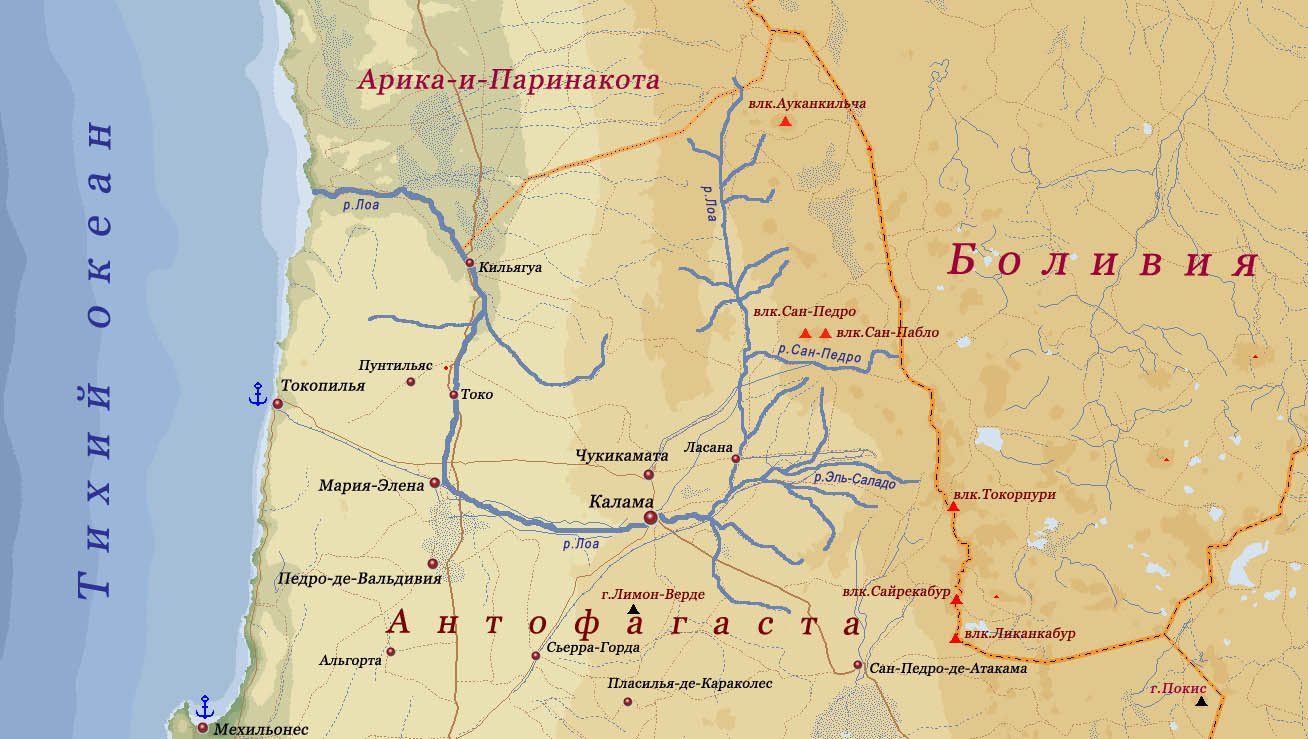
Вулканы Сан-Педро и Сан-Пабло на карте бассейна реки Лоа

 Сан-Педро (исп.  Volcán San Pedro) — активный вулкан в Андах на севере Чили, близ границы с Боливией.

## Общие сведения
Сан-Педро является одним из самых высоких действующих вулканов в мире. Расположен на краю пустыни Атакама в провинции Эль-Лоа области Антофагаста, к северо-востоку от города Калама.
Относится к стратовулканам, сложен преимущественно базальтами, андезитами и дацитами. Высота вулкана 6145 метров. Сан-Педро находится к западу от Сан-Пабло, своего старшего близнеца-вулкана высотой 6092 метров. Вулканы связаны между собой высокой седловиной. Вулкан Серро-Панири находится на противоположной стороне долины реки Сан-Педро. Последнее извержение вулкана Сан-Педро наблюдалось в 1960 году.
Первое документально подтверждённое восхождение на вулкан совершил 16 июля 1903 года член французской экспедиции Джордж Корти в сопровождении чилийца Филемона Моралеса.